# Іннокентьєвське сільське поселення (Нанайський район)
Інноке́нтьєвське сільське поселення (рос. Иннокентьевское сельское поселение) — сільське поселення у складі Нанайського району Хабаровського краю Росії.
Адміністративний центр та єдиний населений пункт — село Іннокентьєвка.

## Населення
Населення сільського поселення становить 854 особи (2019; 1109 у 2010, 1362 у 2002).